# 旋花羊角拗
旋花羊角拗（学名：Strophanthus gratus）为夹竹桃科羊角拗属的植物。分布于非洲、印度尼西亚、台湾岛、马来西亚等地，目前已由人工引种栽培。